# 玛纳斯国家湿地公园
玛纳斯国家湿地公园是位于中國新疆維吾爾自治區瑪纳斯县中部的一個國家公園，建立于2011年3月25日。面積達17万平方公里。

## 保護生物
湿地公园内包含各類水库和沼澤等濕地，據中亞候鸟迁徙要道，生活在這裏的有數十种国家一二级保護鸟类。此外還有国家一级保护动物藏野驴、二级保护动物黑熊、雪鸡、马鹿等。
濕地公園典型的植被是芦苇、蒲草等滩涂植物，此外還有一部分防护林和风景林，树种包括密叶杨、山杨、准噶尔柳、天山花楸、胡杨和青杨等。其中人工造林為多數，胡杨是唯一能形成天然林的树种。
總體上來講，這裡共有300多种野生动物、200多种植物。